# Wenago
Wenago est un woreda du sud de l'Éthiopie situé dans la zone Gedeo. Ce district a 116 921 habitants en 2007 et fait partie de la région des nations, nationalités et peuples du Sud jusqu'au transfert de la zone dans la région Éthiopie du Sud en août 2023.
Situé dans le nord-ouest de la zone Gedeo, le district est limitrophe de la zone Ouest Guji de la région Oromia.
Son chef-lieu, qui s'appelle également Wenago, se trouve sur la route transafricaine 4 une douzaine de kilomètres au sud de Dila,.
| Abaya |            | Dila Zuria |
|       | Wenago     | Bule       |
|       | Yirgachefe |            |

Le recensement national de 2007 fait état de 116 921 habitants dans le district dont 7 % de citadins qui sont les 8 471 habitants du chef-lieu.
Environ 76 % des habitants sont protestants, plus de 9 % sont de religions traditionnelles africaines, 9 % sont orthodoxes, 2 % sont catholiques et 1 % sont musulmans.
En 2022, la population est estimée sur le même périmètre à 163 828 personnes avec une densité de population de 1 157 personnes par km2 et près de 142 km2 de superficie.